# Воронов, Владимир Михайлович
Владимир Михайлович Воронов (20 мая 1965, Абакан – 29 августа 2020) — тренер-преподаватель высшей категории по дзюдо и самбо СДЮСШОР имени Александра Невского, заместитель начальника физкультурно-оздоровительного комбината по спортивной работе открытого акционерного общества «Оскольский электрометаллургический комбинат», вице-президент областной федерации самбо и дзюдо. Тренер команды по ММА Imperial Team и клуба Red Devil.
Являлся главным тренером по борцовской технике бойца смешанных единоборств — Фёдора Емельяненко. Начал работать с ним тогда, когда Емельяненко было 10 лет, и работал с Фёдором на протяжении всей его карьеры в самбо, дзюдо и ММА.

## Биография
Родился 20 мая 1965 года в городе Абакан. Окончил Московский институт физической культуры.
В 1986 принял в спортивный класс, который комплектовал, работая в ДЮСШОР имени А. Невского, Фёдора Емельяненко. Впоследствии стал директором этой спортивной школы.
Также являлся главным тренером Кирилла Сидельникова — российского профессионального спортсмена, участника соревнований по боевому самбо и смешанным единоборствам и неоднократного чемпиона мира и России по боевому самбо.
Скончался 29 августа 2020 года.
Жители Хакасии (где родился и умер Воронов) выступили с инициативой присвоить его имя новому спорткомплексу в Черногорске, второму после Абакана городу республики. В Старом Осколе, где жил и работал Воронов, ему планируют установить памятник. По словам властей компания «Металлоинвест» выделит на это 3 млн рублей.

## Награды и звания
Заслуженный тренер России, мастер спорта СССР по дзюдо, заслуженный тренер России по самбо, Заслуженный работник физической культуры РФ, «Почетный гражданин Старооскольского городского округа Белгородской области», кандидат педагогических наук.
Четырежды, в 2009, 2010, 2013 и 2020 (посмертно) годах, становился лучшим тренером Белгородской области. Был признан тренером 2014 года в России по боевому самбо.